# مظاهر الظهور الإلهي
تُصرّح التعاليم البهائية أن الهدف من الحياة على الأرض هو عرفان الله وعبادته. وكما وضّح بهاءالله في آثاره الكتابية، أن معرفة الله هو أبعد من الإدراك البشري، فهو الغيب المنيع الذي لا يُحدّ، ولا يمكن للمحدود إدراك غير المحدود. ويمكن للبشر الحصول على بعض المعرفة عن الله عن طريق التأمل في العالم المادي الذي يعبّر عن بعض صفات الله، كما ذكر بهاءالله: "تجلى الله في كينونة كل شئٍ باسمٍ من الأسماء، وأشرق عليها بصفةٍ من الصفات". وبدراسة الطبيعة يمكن للإنسان معرفة شئٍ عن الله. ولكن يبقى أفضل سبيلٍ للوصول إلى معرفة الله عن طريق مؤسسي الأديان العالمية، فهم لا ينقلون التعاليم الإلهية إلى الإنسانية فحسب، وإنما يُظهرون في أنفسهم وبشكلٍ كاملٍ الصفات الإلهية، لذا يُطلق عليهم في الكتابات البهائية اسم "مظاهر الظهور الإلهي"، فهم كالمرايا الصافية التي تعكس نور الله على البشرية. وهم خلقه وليسوا من جوهره، إلا أنهم يعكسون صفاته كما تعكس المرآة نور الشمس. هؤلاء المظاهر الإلهية هم مؤسسو الأديان السماوية. والهدف من هذه الأديان أن تكون وسيلةً لتهذيب وتنمية الفرد الروحاني من ناحيةٍ، وتحويل حياة المجتمع الإنساني بمجملها من ناحيةٍ أخرى. حسب الآثار البهائية، الغاية من الدين هي اكتساب الفضائل الممدوحة، وتحسين الأخلاق، وتنمية البشرية تنميةً روحانيةً، والوصول إلى الحياة الحقيقية، واكتساب المواهب الإلهية.
عبر التاريخ، أرسل الله للبشرية سلسلةً من المربيين الإلهيين، وقد أرست تعاليمهم الأساس لتقدم الحضارة في فتراتٍ مختلفةٍ من التاريخ. من بين هذه المظاهر إبراهيم وكريشنا وزرادشت وموسى وبوذا وعيسى ومحمد والباب وبهاءالله. باعتقاد البهائيين، يُعتبر بهاءالله الأحدث بين هؤلاء الرسل. يصرّح بهاءالله بأن أصل جميع ديانات الكون واحدٌ، وأن الأديان المختلفة هي في الواقع أجزاءٌ متتاليةٌ من الدين الإلهي الواحد. لذا، سيأتي رُسلٌ آخرون بعده في المستقبل، لكن ليس قبل اكتمال ألف عامٍ.
تنص الكتابات البهائية بأن طبيعة المرسلين والأنبياء ذات شقين؛ فهم في مقامٍ نفوسٌ مقدسةٌ إلهيةٌ، وفي مقامٍ آخرٍ نفوسٌ بشريةٌ. ففي المقام المقدس الإلهي جميعهم مظاهر خالقٍ واحدٍ ويعكسون أسماءه وصفاته، فهم في الواقع متماثلون، أما في منزلتهم البشرية يتمتعون بشخصياتٍ بشريةٍ متباينةٍ، وهم أفرادٌ منفصلون يُعرفون بأسماءٍ مختلفةٍ، وكلٌ منهم يُناط به الوحي في مرحلةٍ معينةٍ.

## دين الله واحد
وضّح بهاء الله أن جميع الرسل إنما هم معلّمون ربانيون مقدسون مرسلون من قبل ربٍ واحدٍ، وكلهم يعلّمون منهجًا روحانيًا واحدًا جوهره محبة الله ومحبة جميع الناس والتسابق في المبرات وشرف خدمة الإنسانية. فالأديان جميعها متحدةٌ في جوهرها ومنبعها ومقصدها وأهدافها. وضّح بهاءالله الوحدة في الدين قائلاً: "تلك المبادئ والأحكام وهذه النظم العظيمة التي وضعت بيد القدرة والإقتدار وتأسست بكل إحكامٍ قد انبثقت من مصدرٍ واحدٍ، وكانت جميعها أشعة نورٍ واحدٍ. وما اختلافها إلا لإقتضاء الزمان الذي بُعثت فيه". يعتقد البهائيون بأن الهدف من هذه الأديان أن تكون وسيلةً لتهذيب وتنمية الفرد الروحاني من ناحيةٍ، وتحويل حياة المجتمع الإنساني بمجملها من ناحيةٍ أخرى. حسب الآثار البهائية، الغاية من الدين هي اكتساب الفضائل الممدوحة، وتحسين الأخلاق، وتنمية البشرية تنميةً روحانيةً، والوصول إلى الحياة الحقيقية، واكتساب المواهب الإلهية.
يصرّح بهاءالله في كتاب الإيقان بأن جميع الحضارات كانت ثمار الكلمة الإلهية التي أوحي بها لرسله، وسجّل التاريخ ما تبع ظهور كل رسولٍ من تقدمٍ علميٍ وازدهارٍ فنيٍ ونهضةٍ اجتماعيةٍ. بما أن هذه المظاهر الإلهية جميعها تؤدي نفس العمل الروحاني في العالم (إيصال الهداية الإلهية إلى البشر)، فإنه يمكن النظر إليها على أنها حقيقةٌ روحانيةٌ واحدةٌ جاءت إلى العالم في أزمنةٍ مختلفةٍ وأماكن مختلفةٍ. يعلّم بهاءالله أتباعه أن أصل كل الأديان واحدٌ، فمبادئهم الأساسية مشتركةٌ مع بعضها البعض، والغرض من جميعها واحدٌ، وتعاليم الديانات جميعها تُلقي الضوء على جوانب مختلفةٍ من حقيقةٍ واحدةٍ. فالدين الإلهي بحسب الاعتقادات البهائية هو دينٌ واحدٌ يتم تقديمه تدريجيًا للبشرية مع مرور الزمن، حسب احتياجات البشر في كل زمانٍ ومكانٍ. فالوحي الإلهي والرسالات السماوية هي عمليةٌ مستمرةٌ متصلةٌ غير منقطعةٍ، تقود البشرية إلى حضارةٍ دائمة التقدم. فكما أن البشرية انتقلت من مرحلةٍ بدائيةٍ بتكوين القبيلة إلى مرحلة المدينة ثم الدولة وما يتطلبه الأمر من ولاءاتٍ ضروريةٍ، فإن تلك الولاءات قد اتسعت الآن لتشمل عددًا أكبر من البشر. يوضّح بهاءالله أن المرحلة القادمة من التطور الاجتماعي إنما هي بناء حضارةٍ عالميةٍ يرى الناس فيها أنفسهم أفراد جنسٍ واحدٍ وسكان وطنٍ واحدٍ حدوده الكوكب الأرضي. في هذا الإطار، فإن الديانات السماوية جميعها كشفت عن وجه دينٍ إلهيٍ واحدٍ، وكل ديانةٍ أدّت دورها بالكامل وهيّئت الإنسانية لدورةٍ جديدةٍ برسولٍ جديدٍ وتشريعٍ جديدٍ ليكمل سِفْر التطور الاجتماعي والروحي لبني الإنسان.

## العهد والميثاق
العهد هو اتفاقٌ بين أفرادٍ أو جماعاتٍ يربط الطرفين معًا بقبول سلسلةٍ من المسؤوليات المتبادلة. مفهوم العهد في الأديان يشير إلى عهدٍ رمزيٍ بين الله وأتباع ذلك الدين. وقد أشارت الكتابات الدينية العالمية المقدسة إلى اتفاقيةٍ روحانيةٍ فيما بين الله والإنسانية. تشير كتابات بهاءالله إلى وجود اتفاقيتين متلازمتين بين الله والإنسان؛ فهناك العهد العام أو العهد الأكبر، وفيه يعِد الله ألا يترك البشرية وشأنها وأن يرسل إرشاده باستمرارٍ، وتلتزم البشرية بدورها بطاعة تعاليم الله والعمل وفقًا لها متى أرسل الله رسالته، ويتم هذا العهد بين كل رسولٍ يأتي من عند الله وبين أتباعه فيما يتعلق بالتدبير التالي وتتابع الرسالة الإلهية. وهناك العهد الخاص أو العهد الأصغر، والذي يتعلق بالخلافة في الدين نفسه، حيث يحدّد كل نبيٍّ مسألة الخلافة والقيادة بعد وفاته، ويطلب من أتباعه اتباع الخليفة المعيّن.

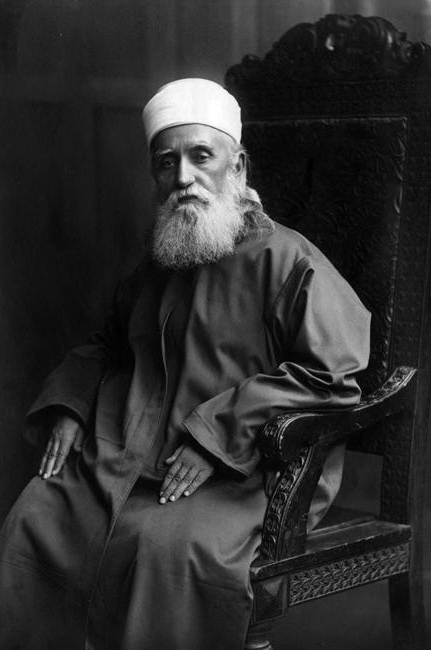
عبدالبهاء - مركز العهد والميثاق في البهائية

تقوم في الدين البهائي رابطةٌ مقدسةٌ بين مظهر الله وأتباعه يُعرف بميثاق بهاءالله، وهو ميثاقٌ يتكون من تعليمات بهاء الله ونصائحه لأتباعه، كتبه بخط يده في أواخر أيام حياته في وصيته «كتابُ عهدي»، وأمرهم فيه أن يتوجهوا من بعده إلى ابنه الأكبر عبدالبهاء للهداية والإرشاد، وبذلك أصبح عبدالبهاء وليًا للدين البهائي ومركزًا للعهد والميثاق، وهو الوحيد الذي أنيطت له صلاحية ومسؤولية تفسير نصوص وكتابات بهاءالله. لم يُعيّن بهاءالله خليفته المختار فحسب، بل جعله مركز عهده وميثاقه ومحوره. ثم انتقلت مسؤولية قيادة الجامعة البهائية عالميًا وجواز شرح وتوضيح كتابات وآثار بهاءالله بعد وفاة عبدالبهاء إلى حفيده الأكبر شوقي أفندي، بحسب وصية عبدالبهاء الخطية في «ألواح الوصايا». في هذه الوثيقة، يؤكد عبدالبهاء أيضًا على تشكيل بيت العدل الأعظم مستقبلًا، والذي تم ذكره كأعلى هيئةٍ تشريعيةٍ في كتابات بهاءالله، ويوضّح عبدالبهاء كيف يتم انتخابه من قبل المحافل المركزية. ليس في الدين البهائي نظام كهنةٍ أو رجال دينٍ من أي نوعٍ، وبدل ذلك، يُدير الجامعة البهائية سلسلةٌ من السلطة المباشرة ابتداءً من الباب، إلى بهاء الله، وعبد البهاء، وشوقي أفندي، وانتهاءً ببيت العدل الأعظم الذي تنتخبه انتخابًا ديموقراطيًا المؤسسات المركزية القائمة في الجامعة البهائية في أنحاء العالم. يُعدّ هذا الميثاق الأساس المتين الذي يقوم عليه تطوير دين الله في المستقبل، ولا يعتبره البهائيون مجرّد اتفاقيةٍ مبرمةٍ ملزمةٍ، بل تلك القوة الروحية التي ستصون وحدة الجامعة البهائية، وتحقق في النهاية وحدة العالم الإنساني قاطبةً.

## استمرارية الوحي الإلهي وتتابع الرسالات
استمرارية الهداية الإلهية هي أحد التعاليم الأساسية في الدين البهائي. هذا التعليم هو تذكيرٌ بأن الله أمينٌ لعهده العام. وفقًا للعقيدة البهائية، يرسل الله دائمًا الأنبياء والمرسلين للبشرية في عمليةٍ تدريجيةٍ وتطوريةٍ مع تعاليم تقدمية ومناسبة لذلك الوقت، يقدمون التعاليم والإرشادات اللازمة لتطور الإنسان الاجتماعي والروحي، والنهوض بقدراته ومسؤولياته، بما يتناسب مع حالة الزمان والمكان التي يظهر فيه. فالله يتجلّى في هذا العالم من خلال ظهور رسله وأنبيائه تترًا في دوراتٍ لرسالاتٍ متعاقبةٍ، من خلال عمليةٍ مستمرةٍ وتدريجيةٍ. ضمن هذا المفهوم، يتم تقديم الحقيقة والتعاليم الدينية تدريجيًا بما يتناسب مع القدرة الروحية للبشر في كل نقطةٍ ومرحلةٍ من التاريخ. فالأديان مترابطةٌ مع بعضها كحلقاتٍ في سلسلةٍ مترابطةٍ؛ فهي عملية تعاقب الرسالات الآخذة في التطور، ومع ظهور أي دينٍ، يتم إحياء «الحقائق الأبدية» (المبادئ الروحية والأخلاقية) التي أغفلها أتباع الدين السابق مع مرور الوقت وتمسكهم بالتقاليد التي أبعدتهم عن حقيقة الدين. من هذا المنطلق، يمكن تشبيه الظهور المتعاقب للأديان بقدوم الربيع؛ فمع قدوم كل ربيعٍ يعمّ الوجود طاقةٌ وحيويةٌ جديدةٌ مزدهرةٌ لتحلّ محلّ برودة وموت الطبيعة في الشتاء السابق. في تعاليم بهاءالله، الحقائق الدينية نسبيةٌ وآخذةٌ في التطور، مما يعني أن التعاليم الدينية تتغير من خلال الظهور المستمر للأديان بتعاقبٍ يواكب العصر وتطوّر فهم الإنسان. والغرض من ظهور المرسلين والأنبياء هو ظهور النعم والبركات الإلهية، والرقي الروحي للإنسان من أجل سمو روحه وترقيها في هذا العالم وإعداده للعالم الآخر.
ترجع الاختلافات بين الأديان في التعاليم الاجتماعية وأحكامها، والتي تختلف حسب تطور الإنسانية ودرجة النضج الاجتماعي والروحي للبشر، والظروف الخاصة للمجتمع الذي ظهر فيه ذلك الدين؛ فالتعاليم التي تصلح لمرحلةٍ من مراحل التطور لا تصلح لمرحلةٍ لاحقةٍ، مما يستدعي تعاليم جديدةٍ. وسببٌ آخر للاختلافات بين الأديان هو المفاهيم الخاطئة والتفسيرات التي تراكمت على مر القرون من قِبل أتباع الديانات، والتي شوّهت حقيقة ذلك الدين فيما بعد. لقد تطورت البشرية تدريجيًا، مستفيدةً من التوجيه الإلهي الذي يأتي إليها مع ظهور الأديان المتتالي، ووصلت إلى دوائر الوحدة الأكثر انتشارًا والتي تشمل الأسرة، والقبيلة، والمدينة، والأمة. وفقًا لهذا المفهوم، يؤمن البهائيون بالأصل الإلهي لجميع الديانات الرئيسية في العالم ويعتبرون الأديان مراحل مختلفةً لعمليةٍ تربويةٍ عظيمةٍ. يعتقد البهائيون أيضًا أن بهاءالله هو آخر مظاهر الوحي الإلهي لهذا الزمن، ، ولكنه ليس الأخير إطلاقًا، وأنه من خلال تعاليمه يمكن للإنسان أن يصل إلى مستوىً أعلىً من الوحدة والنضج الجماعي.

## بهاء الله

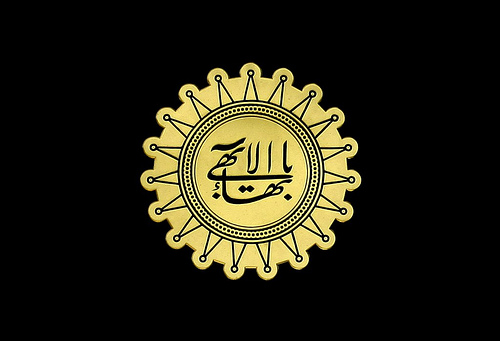
الاسم الأعظم - أحد الرموز البهائية

يعتبر البهائيون بهاءالله مظهرًا إلهيًا من مظاهر أمر الله مثله مثل بوذا، وعيسى، ومحمد، وغيرهم الذين خصّهم الله وأنزل عليهم الوحي ليكونوا همزة الوصل بينه والبشر. من منظور تعاليم بهاءالله، فإن الله قد أرسل منذ فجر التاريخ سلسلةً من هؤلاء المربيين الإلهيين في كل الأزمنة وكافة بقاع الأرض لتربية الجنس البشري تربيةً تحقق نموًا روحيًا وأخلاقيًا واجتماعيًا وفكريًا أسمى. يعتقد البهائيون أن بهاءالله هو آخر مظاهر الوحي الإلهي لهذا الزمن، وليس الأخير على الإطلاق، وأنه من خلال تعاليمه يمكن للإنسان أن يصل إلى مستوىً أعلىً من الوحدة والنضج الجماعي وتحقيق السلام العالمي. تقوم تعاليم بهاء الله المكتوبة على إرساء وتعزيز مبادئ إنسانيةٍ نحو وحدانية الله، دين الله واحد، وحدة الجنس البشري، التعليم الإجباري، نبذ التعصبات، المساواة في الحقوق بين الرجل والمرأة، التوافق بين العلم والدين، ابتكار وسائل لخلق عالمٍ موحدٍ يعمّ فيه سلامٌ مستدامٌ، على سبيل المثال لا الحصر. بسبب تعاليمه، واجه بهاءالله التعذيب والنفي والسجن دام أربعة عقودٍ، لكنه ترك مجموعةً كبيرةً من الصحف والألواح والكتب التي تشرح تعاليم دينه. تمت ترجمة أعمال بهاءالله الكتابية إلى أكثر من 800 لغةٍ في العالم ونُشرت حتى اليوم في أكثر من 200 دولةٍ.
وفقًا لبهاءالله، إن الحياة الروحانية هي حقيقة الإنسان الجوهرية، وهي التي تميز الإنسان عن الحيوان. إن المنبع الحقيقي لسعادة البشر الدائمة يكمن في تطوير الإنسان لحقيقته الجوهرية وتنميتها. ولكن لا يمكن للبشر إدراك هذا الجانب الروحاني بمعزلٍ عن التعاليم الإلهية، لذا، يقدم مؤسسو الأديان المعرفة والممارسات التي تساعد الأفراد على تطوير الجانب الروحاني لطبيعتهم الإنسانية. جاءت تعاليم بهاءالله لتفتح الآفاق إلى رؤية البشر على أنهم كائناتٌ روحانيةٌ في الأساس، وأن هدف الدين هو تآلف القلوب بمحبتهم لبعضهم البعض واتحادهم لازدهار ورفعة تقدم البشرية جمعاء. دعى بهاءالله الإنسان إلى عيش حياةٍ قوامها المبادئ الروحانية، والتي يمكن من خلالها إيجاد الحلول لكل مشكلةٍ اجتماعيةٍ. فالبشرية تمتلك كل ما تحتاجه لحل التحديات التي تواجهها ماديًا، وما لا تزال تفتقر إليه هو وضوح البصيرة الروحانية لما هو ممكنٌ، والنضح الروحاني للعمل بشكلٍ موحدٍ لفعل ما يجب القيام به لتحقيق الوحدة، من خلال تنوعها. لذا، جاء بهاءالله برؤيةٍ عالميةٍ للجنس البشري قائمة على الوحدة والسلام؛ فنادى بضرورة تكوين نظامٍ عالميٍ فاعلٍ متمحورٍ حول الله الواحد الأحد، وأن يكون متحدًا مسالمًا، يتمكّن فيه كل فردٍ من تنمية طاقاته المادية والروحانية والفكرية والعاطفية إلى أعلى مستوى، يُقدّم فيه الجميع كأفرادٍ وكجماعاتٍ مساهمتهم لخير الجميع.

## روابط خارجية
- فيلم "نورٌ للعالمين" يبيّن تتابع مظاهر الظهور الإلهية وظهور بهاءالله.